# José Manuel Vázquez Palomo
José Manuel Vázquez Palomo (Àvila, 21 d'agost de 1958) va ser un ciclista espanyol, que fou professional entre 2000 i 2003, tots aquests anys en l'equip Relax-Fuenlabrada. No va guanyar cap etapa, però sí que participà en diferents edicions de la Volta a Espanya.

## Palmarès
- 1999:
  - 1r a la Copa d'Espanya de ciclisme
  - 1r a la Santikutz Klasika
  - Vencedor d'una etapa a la Volta del Llagostí
  - Vencedor d'una etapa a la Volta a Àvila

### Resultats a la Volta a Espanya
- 2000: 115è de la classificació general
- 2001: 69è de la classificació general
- 2002: 99è de la classificació general